# Louis Jacob Lebrun
Pour les articles homonymes, voir Lebrun.
Louis Jacob Lebrun (né vers 1806 et mort à Paris le 26 mai 1855) est un relieur français qui fut élève chez René Simier et qui eut ensuite son propre atelier entre 1830 et 1855.

## Éléments biographiques
Lebrun épouse Anne Marie Pierrette Mestre en l'église Saint-Sulpice à Paris le 11 décembre 1830. À cette époque, il demeure dans la capitale au 15, rue Guisarde.
Il fut médaille de bronze à l'exposition nationale de 1844.
En 1851, il est domicilié au 126, rue de Grenelle-Saint-Germain, puis à son décès au n°122 de la même rue.